# Edvard Fredrik Runeberg
Edvard Fredrik Runeberg, född 17 april 1721 på Drottningholms slott, död 27 maj 1802 i Vallby socken, Uppland, var en svensk nationalekonom. Han var son till Lars Runeberg.
Runeberg blev student vid Uppsala universitet 1733, blev 1747 inspektör över mått, mål och vikt i Stockholm och 1750 justerare där. Han var sekreterare hos borgerskapets äldste och 1786 borgarståndets sekreterare. År 1757 blev han ledamot av Kungliga Vetenskapsakademien. Runeberg var en flitig nationalekonomisk författare.

## Skrifter i urval
- Tankar om penningars värden (1762)
- Undersökning, huru vårt landtbruk bäst må kunna uphielpas genom præmier (1762)
- Undersökning om våre näringar äro komne, eller huru de kunna komma til en mot folkhopen svarande högd (1763), anonym skrift som ivrade för frihet på det ekonomiska området, ville avskaffa skråtvånget samt ge alla sjöstäder stapelstadsrätt - den tillskrevs förr Runebergs bror Efraim Otto Runeberg
- Wattu-prof vid källan til rikets vanmagt (1765).